# 下诺夫哥罗德国际机场

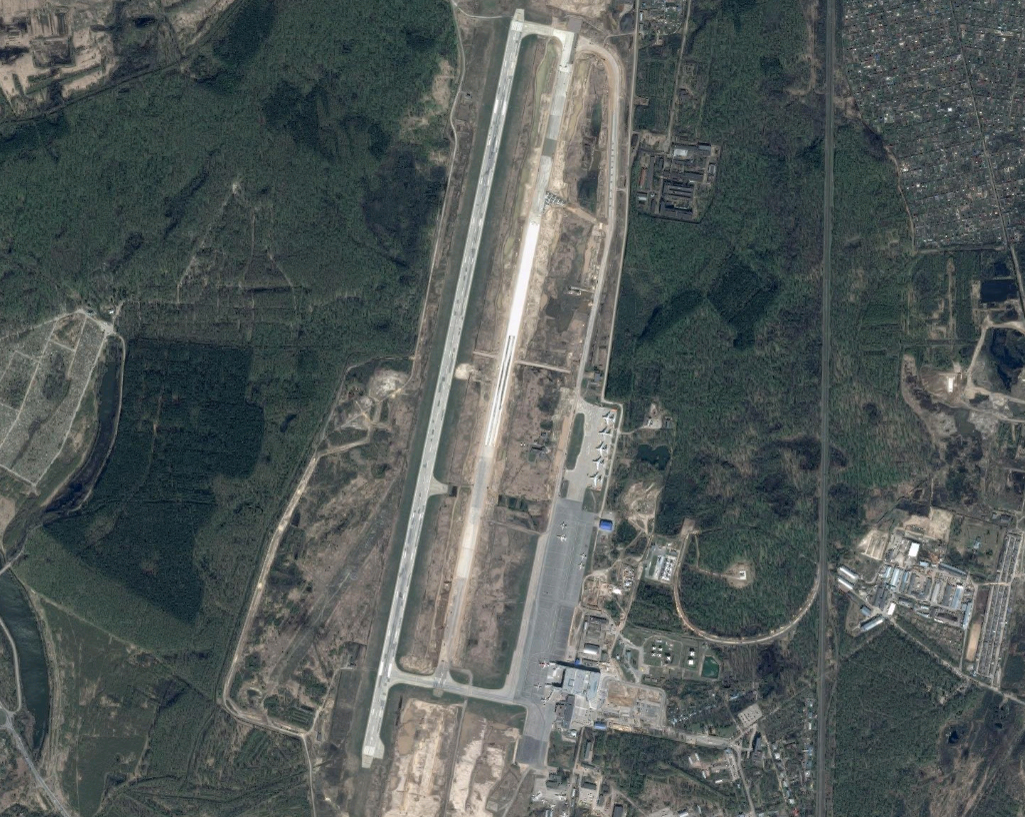
空中俯瞰该机场

下诺夫哥罗德国际机场（俄语： Международный аэропорт Нижний Новгород））是俄罗斯下诺夫哥罗德市的一座国际机场，位于该市郊区，市中心西南14 公里（8.5 mi）。

## 概述
下诺夫哥罗德于1923年7月23日正式启用一个国内机场。下诺夫哥罗德国际机场是俄罗斯历史最悠久的机场之一。仅2013年，下诺夫哥罗德国际机场为917,424名乘客提供了服务，与去年同比增加22.8%。下诺夫哥罗德国际机场是俄罗斯最繁忙的25个机场之一。

## 航空公司及目的地
| 航空公司         | 目的地                                                                                     |
| ---------------- | ------------------------------------------------------------------------------------------ |
| 俄羅斯航空       | 谢列梅捷沃国际机场                                                                         |
| 方位角航空       | Krasnodar、彼爾姆大薩維諾機場、Rostov-on-Don、Saratov                                      |
| 藍色航空         | 季节性租用： 阿勒馬克圖姆國際機場、金蘭國際機場、布吉國際機場、三亚凤凰国际机场（已暂停）  |
| 白俄羅斯航空     | 明斯克国际机场                                                                             |
| IrAero           | 普爾科沃機場、Samara、索契國際機場、科利佐沃國際機場                                       |
| Pegas Fly        | 哈拉波罗夫机场、普爾科沃機場、乌法国际机场、兹瓦尔特诺茨国际机场 季节性租用： 布吉國際機場 |
| 俄羅斯皇家航空   | 季节性租用： 阿勒馬克圖姆國際機場                                                          |
| 俄罗斯国家航空   | 索契國際機場                                                                               |
| 西伯利亚航空     | 莫斯科多莫杰多沃机场、托尔马切沃机场                                                       |
| 智慧航空         | 季节性： Anapa、辛菲羅波爾國際機場                                                         |
| 烏塔航空         | 乌法国际机场                                                                               |
| 鞑靼斯坦东南航空 | 喀山國際機場、Kemerovo、葉梅利亞諾夫國際機場                                               |
| Yamal Airlines   | 季节性租用： 塞萨洛尼基马其顿国际机场                                                      |

## 地面交通
可以通过地铁、公交、出租车、蘇式小巴等抵达该机场。因巴士站距该机场建筑的入口较远，出租车是旅客最常选择的交通方式。